# Cariba Heine
Cariba Heine (Johannesburg, 1 oktober 1988) is een Australisch actrice. Ze is vooral bekend door de Australische serie H2O: Just Add Water, waar ze de rol van Rikki Chadwick vertolkt. Tussenin heeft ze ook nog in het derde seizoen van Blue Water High gespeeld als Bridget Sanchez.

## Biografie
In 1991 is ze verhuisd naar Australië. Ze is begonnen met acteren op haar derde. Ze heeft een hoofdrol gespeeld in de film Ballistic Sessions, ze danste als jongste danseres in de Stargazers Convention in Sydney. Ook heeft ze meegedaan in een clip van Will Young. Cariba's grootste passies zijn dansen en acteren.
Heine wilde absoluut meedoen aan de serie H2O: Just Add Water, daarom heeft ze ook een persoonlijke zwemcoach in dienst genomen om haar kracht in het water verder op te bouwen.

## Filmografie
| Jaar      | Titel                                           | Rol             |
| --------- | ----------------------------------------------- | --------------- |
| 2005      | Strictly Dancing                                | zichzelf        |
| 2006-2010 | H2O: Just Add Water                             | Rikki Chadwick  |
| 2007      | Stupid Stupid Man                               | Mindy           |
| 2008      | Blue Water High                                 | Bridget Sanchez |
| 2009      | The Pacific                                     | Phyllis         |
| 2009      | A Model Daughter: The Killing of Caroline Byrne | Caroline Byrne  |
| 2010      | Dance Academy                                   | Isabelle        |
| 2010      | The Future Machine                              | Katie Hill      |
| 2010      | At the Tattooist                                | Alex            |
| 2011      | Bait                                            | Heather         |
| 2011      | Blood Brothers                                  | Ellie Carter    |
| 2012      | Howzat! Kerry Packer's War                      | Delvene Delaney |
| 2012      | Quietus                                         | Val             |
| 2014      | Friendly advice                                 | Faith           |
| 2016      | Mako Mermaids                                   | Rikki Chadwick  |
| 2017      | Designated Survivor                             | Peyton Lane     |
| 2018      | Home and Away                                   | Ebony Harding   |
| 2018      | Henry & Sophie                                  | Sophie          |
| 2020      | The Secret She Keeps                            | Grace           |
| 2021      | Everyone Is Doing Great                         | Isabella Baker  |